# Psilolemma
Psilolemma  es un género monotípico de plantas herbáceas,  perteneciente a la familia de las poáceas. Su única especie: Psilolemma jaegeri (Pilg.) S.M.Phillips, es originaria del este de África.

## Etimología
El nombre del género alude a sus suaves y glabras lemas.

## Sinonimia
- Diplachne jaegeri Pilg.
- Odyssea jaegeri (Pilg.) Robyns & Tournay[2]